# العدد والمعدود
العدد في النحو العربي، هو اسمٌ نَكِرةٌ يدلُّ على مقدار الأشياء المعدودة وترتيبها. يُسمَّى المعدودُ أيضاً «تمييز العدد». تتغيّرُ أشكالُ كلماتِ الأعدادِ حسبَ جنسِ وتعريفِ المعدودِ أو تنكيره.

## الكتابة والنطق
تنقسم الأعداد من حيث دلالتها إلى أعدادٍ أصليةٍ وهي أعداد تدلُّ على كمٍّ أو تعدادٍ لأشياءَ؛ وأعدادٍ ترتيبيَّةٍ تدلُّ على رتبة الشيء وموضعه بالنسبة لغيره ويُشتَقُّ العددُ الترتيبيُّ المُفرد على وزنِ «فاعل». أما من حيث تقسيماتها الكميَّة، فتُصنَّف إلى أعدادٍ مفردة، وأعدادٍ مُركَّبة وألفاظ العقود.
|                       | 1                                   | 2         | 3         | 4         | 5         | 6         | 7         | 8         | 9         | 10        |
| للعدد المذكر الأصلي   | وَاحِدٌ                                | اثنَان     | ثَلاثةٌ     | أرْبَعةٌ     | خَمْسَةٌ      | سِتَّةٌ       | سَبْعةٌ      | ثَمانيَةٌ    | تِسْعةٌ      | عَشْرة      |
| للعدد المؤنث الأصلي   | واحدةٌ                               | اثنتان    | ثلاثُ      | أربعُ      | خمسُ       | ستُ        | سبعُ       | ثمانُ      | تسعُ       | عشر       |
| للعدد الجمعي الأصلي   | للمذكر: آحَادٌ/أُحَادَ/مَوْحَدَ، للمؤنث: إِحَدٌ | ثُنَاءَ/مَثْنَى | ثُلَاثَ/مَثْلَتَ | رُبَاعَ/مَرْبَعَ | خُمَاسَ/مَخْمَسَ | سُدَاسَ/مَسْدَسَ | سُبَاعَ/مَسْبَعَ | ثُمَانَ/مَثْمَنَ | تُسَاعَ/مَتْسَعَ | عُشَارَ/مَعْشَرَ |
| للعدد المذكر الترتيبي | أول                                 | ثانٍ       | ثالث      | رابع      | خامس      | سادس      | سابع      | ثامن      | تاسع      | عاشر      |
| للعدد المؤنث الترتيبي | أولى                                | ثانية     | ثالثة     | رابعة     | خامسة     | سادسة     | سابعة     | ثامنة     | تاسعة     | عاشرة     |
| للعدد الجمعي الأصلي   | أوائل                               | ثوانٍ      | ثوالث     | روابع     | خوامس     | سوادس     | سوابع     | ثوامن     | تواسع     | عواشر     |

|                     | 11        | 12               | 13        | 14        | 15       | 16      | 17       | 18         | 19       |
| للعدد المذكر الأصلي | أحدَ عشرَ   | اثنا/اثني عشرَ    | ثَلاثةَ عشرَ | أرْبَعةَ عشرَ | خَمْسَةَ عشرَ | سِتَّةَ عشرَ | سَبْعةَ عشرَ | ثَمانيَةَ عشرَ | تِسْعةَ عشرَ |
| للعدد المؤنث الأصلي | إحدى عشرة | اثنتا/اثنتي عشرة | ثلاثَ عشرةَ | أربعَ عشرة | خمسَ عشرةَ | ستَ عشرةَ | سبعَ عشرةً | ثمانَ عشرةَ  | تسعَ عشرةَ |

|                                 | 20    | 30     | 40     | 50    | 60   | 70    | 80     | 90    |
| للمذكر والمؤنث الترتيبي والأصلي | عشرون | ثلاثون | أربعون | خمسون | ستون | سبعون | ثمانون | تسعون |

|                                 | 100 | 1,000 | 1,000,000 | 1,000,000,000 | 1,000,000,000,000 | 1,000,000,000,000,000 | ... |
| للمذكر والمؤنث الترتيبي والأصلي | مئة | ألف   | مليون     | مليار         | تريليون           | قوادرليون             | ... |

## إعراب المعدود
إذا كان المعدود مُفرداً، فإما أن يكون إعرابهُ تمييزاً منصوباً أو مُضافاً إليه مجروراً. أما في حالِ ما إذا كان جمعاً، فيُعربُ مضافاً إليه مجروراً.
|                  | بقية الأعداد | أعداد مفردة | أعداد مفردة |
| مفرد             | مفرد         | جمع         |             |
| ---------------- | ------------ | ----------- | ----------- |
| الحالة الإعرابية | منصوب        | مجرور       | مجرور       |
| الإعراب          | تمييز        | مضاف إليه   | مضاف إليه   |

## تصنيف الأعداد وإعرابها
| حالات المعدود      | أعداد مفردة  | أعداد مفردة                 | أعداد مفردة                 | ألفاظ العقود                       | أعداد مركبة                        | أعداد مركبة                        | أعداد معطوفة                       |
| حالات المعدود      | 1 و2         | 3 إلى 10                    | قوى 10                      | مضاعفات 10 من 20 حتى 90            | 11 و12                             | 13 إلى 19                          | 21 فما فوق، دون العقود والمفردة    |
| تذكير وتأنيث العدد | مطابقة       | مخالفة                      | لا تتغير                    | لا تتغير                           | مطابقة الجزأين                     | مخالفة الأول ومطابقة الثاني        | يتبع العدد الأخير                  |
| إفراد وجمع العدد   | إفراد وتثنية | جـــمـــع                   | إفــــــــــراد             | إفــــــــــراد                    | إفــــــــــراد                    | إفــــــــــراد                    | إفــــــــــراد                    |
| إعراب المعدود      | منعوت        | مــضــاف إلــيــه مــجــرور | مــضــاف إلــيــه مــجــرور | تـــمـيــــيــز مــــنــــصـــــوب | تـــمـيــــيــز مــــنــــصـــــوب | تـــمـيــــيــز مــــنــــصـــــوب | تـــمـيــــيــز مــــنــــصـــــوب |
| ملاحظة             | [ ملاحظة 1 ] | [ ملاحظة 2 ]                |                             | [ ملاحظة 3 ]                       | [ ملاحظة 4 ]                       | [ ملاحظة 4 ]                       | يندرج تحته استعمال «نيف».          |

| العدد | الأعداد المفردة  | الأعداد المفردة   | الأعداد المركبة      | الأعداد المركبة | الأعداد المعطوفة | الأعداد المعطوفة |
| ----- | ---------------- | ----------------- | -------------------- | --------------- | ---------------- | ---------------- |
|       | مذكر             | مؤنث              | مذكر                 | مؤنث            | مذكر             | مؤنث             |
| 1     | لديّ كتابٌ واحدٌ    | لديَّ ورقةٌ واحدةٌ    | لديَّ أحَدَ عَشَرَ كِتاباً    | لديَّ             | لديَّ              | لديَّ              |
| 2     | لديَّ كتابان اثنان | لديَّ ورقتان اثنتان | لديَّ اثنا عَشَرَ كِتاباً   | لديَّ             | لديَّ              | لديَّ              |
| 3     | لديَّ ثلاثةُ كتبٍ    | لديَّ ثلاثُ ورقاتٍ    | لديَّ ثلاثةَ عَشَرَ كِتاباً  | لديَّ             | لديَّ              | لديَّ              |
| 4     | لديَّ أربعةُ كُتبٍ    | لديَّ أربعُ ورقاتٍ    | لديَّ أربعةَ عَشَرَ كِتاباً  | لديَّ             | لديَّ              | لديَّ              |
| 5     | لديَّ خمسةُ كُتبٍ     | لديَّ خمسُ ورقاتٍ     | لديَّ خمسةَ عَشَرَ كِتاباً   | لديَّ             | لديَّ              | لديَّ              |
| 6     | لديَّ ستةُ كتُبٍ      | لديَّ سِتُّ ورقاتٍ      | لديَّ ستةَ عَشَرَ كِتاباً    | لديَّ             | لديَّ              | لديَّ              |
| 7     | لديَّ سبعةُ كُتبٍ     | لديَّ سبْعُ ورقاتٍ     | لديَّ سبعةَ عَشَرَ كِتاباً   | لديَّ             | لديَّ              | لديَّ              |
| 8     | لديَّ ثمانيةُ كتبٍ   | لديَّ ثماني ورقاتٍ   | لديَّ ثمانيةَ عَشَرَ كِتاباً | لديَّ             | لديَّ              | لديَّ              |
| 9     | لديَّ تسعةُ كُتبٍ     | لديَّ تسعُ ورقاتٍ     | لديَّ تسعةَ عَشَرَ كِتاباً   | لديَّ             | لديَّ              | لديَّ              |
| 10    | لديَّ عشَرةُ كُتبٍ     | لديَّ عشْرُ ورقاتٍ     | -                    | -               | -                | -                |

### أعداد مفردة
ثمّة 3 أقسام رئيسة للأعداد المُفردة:
1. العددان 1 و2: يُطابقا المعدودَ تذكيراً وتأنيثاً.[ملاحظة 5] مثل: «عندي كتاب واحدٌ» و«عندي كتابان اثنان».
2. الأعداد من 3 إلى 10: تخالف المعدود تذكيراً وتأنيثاً.[ملاحظة 6] مثل: «قرأتُ ثلاثَ صفحاتٍ» و«اشترك في تأليفِ هذا الكتابِ عَشَرة مؤلِّفين».
3. قوى العشرة: لا تتغير في حال التذكير والتأنيث. مثل: «قطفت ثلاث مئة وردة».

تُعربُ الأعداد المفردة إعراب الاسم المفرد، عدا العدد 2 فيعربُ إعراب المثنى وعدا 8 يُعربُ العدد 8 للمُذكَّرِ إعرابَ الاسمِ المنقوص حيثُ تُحذَفُ ياؤه في الرفع والجر وتبقى في النصب باستثناء إذا كان مضافاً. مثل: جاء ثمانيةُ أطفالٍ، وجاءت ثماني طالباتٍ، نجح من التلاميذ ثمانيةٌ، حضرتْ من الطالبات ثمانٍ، وسلمتُ على ثمانٍ، وشاهدتُ من الطالبات ثمانياً.

### أعداد مركبة
1. العددان 11 و12: يُطابقا المعدودَ تذكيراً وتأنيثاً. مثل: عندي أحدَ عشرَ كتاباَ أو عندي أحدَ عشرَاً كتاباَ.
2. الأعداد من 13 إلى 19: يُخالف الجزء الأول من العدد المركب المعدود، ويوافقه في الجزء الثاني، مثل: يضم الفصلُ أربع عشرة طالبةً، وفيه أربعة عشراً طالباً.

تُبنى الأعداد المركبة على فتحِ الجُزأين عدا الجزء الأول من العدد 12 فيعربُ إعراب المثنى.

### ألفاظ العقود
وهي مُضاعفات العشرة من 20 حتى 90. (20، 30، 40، 50، 60، 70، 80، 90) لا تتغير عند التذكير والتأنيث. مثل: قرأت ثلاثين كتاباً. تُعربُ ألفاظ العقود إعرابَ جمعِ المُذكر السالم.

### أعداد معطوفة
يُعرَبُ الجزءُ الأولُ من الأعداد المعطوفة إعراب العدد المفرد، والجزء الثاني معطوفاَ عليه.

### أعداد ترتيبية
تُستعمل الأعداد الترتيبية نعتاً للدلالة على أن شيئاً جزءٌ من أعدادٍ معينةٍ، مثل: «زيدٌ رابعُ أربعةٍ» و«فاطمةُ سادسةُ ستٍ».أي أن زيداً واحد من بين أربعة، وأن فاطمةَ واحدةٌ من ست. يعود العدد المضاف إليه إلى حكمه الأول في مخالفة المعدود تأنيثاً وتذكيراً. كما يُستعمَلُ العدد الترتيبي للدلالة على أنه زادَ العددُ الذي قبله واحداً، مثل: «زيدٌ خامسُ أربعةٍ» و«فاطمةُ سادسةُ خمسٍ» أي أن زيداً هو الذي أكمل الأربعة، فترتيبه الخامس.

### كنايات العدد
كنايات العدد هي ألفاظٌ أخرى تندرجُ تحتَ أحكامِ العددِ، مِنها:
- أحَد: مثل «أَحَدَ الرِّجَالِ» أو «إحْدَى النساءِ».
- بِضْع: للإشارة إلى عدد من 3 إلى 9.
- نَيْف: للإشارة إلى عدد من 1 إلى 9 وهو مُذكَّر دائماً.
- كَمْ: وتُسمَّى كم الخبرية. تكون دائمًا مفرداً أو جمعاً مجروراً بالإضافة أو مجروراً بـ (من). كم الخبرية تدل على كثرة العدد، ولا تحتاج إلى جواب. في أخر أسلوبها، توضعُ علامة تعجب.
- كَأَيِّن: تدل على كثرة العدد وتمييزها دائماً مجرور بـ«من».
- كَذَا: تُستعمل للكناية عن العدد المبهم، ويكون تمييزها دائماً مفرداً منصوباً:
  - الصورة الأولى: مفردة، مثل: ذاكرت كذا صفحةً.
  - الصورة الثانية: معطوفة، مثل: ذاكرت كذا وكذا صفحةً.
  - الصورة الثالثة: مكررة، مثل: ذاكرت كذا كذا صفحةً.

## التعريف بأل
إذا كان العدد مُفرداً، فتجوز فيه ثلاثة أوجه.
| قسم العدد    | موضع إدخال «ال»                | مثال                                   | ملاحظة              |
| ------------ | ------------------------------ | -------------------------------------- | ------------------- |
| أعداد مفردة  | المعدود                        | جاء ثلاثةٌ الرجالِ - رأيتُ ألفَ الكتاب     | الوجه الأول: الأفصح |
| أعداد مفردة  | العدد والمعدود                 | جاء الثلاثةٌ الرجالِ - رأيتُ الألف الكتابِ | الوجه الثاني        |
| أعداد مفردة  | العدد                          | جاء الثلاثةُ رجالٍ - رأيت الألف كتابٍ     | الوجه الثالث        |
| أعداد مركبة  | الجزء الأول من العدد           | جاء الثلاثةَ عشر رجلاً                   |                     |
| ألفاظ العقود | العدد                          | جاء العشرون رجلاً                       |                     |
| أعداد معطوفة | المعطوف والمعطوف عليه من العدد | جاء الثلاثة والعشرون رجلاً              |                     |

## القراءة
تصح قراءة الأعداد المعطوفة من اليسار إلى اليمين ومن اليمين إلى اليسار. والقراءة الأفصح هي من اليمين إلى اليسار. على سبيل المثال: «جاء مئة وخمسةٌ وعشرون رجلاً» هي قراءة فصيحة، و«جاء خمسةٌ وعشرون ومئة رجلٍ» هي القراءة الأفصح. وإذا تأخر العدد عن المعدود جاز فيه التذكير والتأنيث.

## كنايات العدد بـ (كم)
استفهاميةٌ ويسألُ بها عنِ العددِ وتحتاجُ إلى جوابٍ، وخبريةٌ ويخبرُ بها عن كثرةِ العددِ ولا تحتاج إلى جواب.

### كم الاستفهامية
كم الاستفهامية هي التي يسأل بها عن عدد مبهم، وتحتاج إلى جواب. يُعرَبُ تمييزها مفرداً منصوباً، مثل: كم كتاباً قرأت؟ يُمكن أن تجرَّ كم الاستفهامية إذا دخل عليها حرف جر، وتكون عندئذٍ كسرةً مُقدّرة، إذن تمييزُ (كم) الاستفهاميةِ مفردٌ منصوبٌ وذلك إِذا لم يتقدمهًا حرفُ جرٍّ أو مضافٌ.
فإِذا تقدمَهَا حرفُ جرٍّ أو مضافٌ جازَ نصبُه أو جرُّه بـ (من) مقدرة. مثل:
- بكم درهمٍ اشتريتَ الكتاب؟
- كَمْ مَدينَةً شاهدتَ؟
- كَمْ مَصْنَعاً بالإقليم الجنوبي؟

### كم الخبرية
تمييزُ (كم) الخبرية فيكونُ مفردًا، أو جمعًا مجرورًا بالإِضافة أو بـ (من). وللتفريق، فإنَّ الأمثلة الآتية هي أمثلة على كم الخبرية:
- كَمْ كتابٍ عنْدَكَ!
- كَمْ علومٍ درستَ!

## الصياغة على وزن (فاعل)

### القاعدة
1. يُصَاغُ اسمُ العددِ المفردِ على وزنِ (فاعل) من (اثنين) إلى (عشرة) لإفادةِ الترتيبِ، ويُعدَل عن لفظِ (واحدٍ) إلى (أول) و(واحدة) إلى (أولى).
2. إذا كان العدد مركبًا أو معطوفًا يصاغُ على وزن (فاعل) جزؤه الأول، ويبقى الجزء الثاني على وضعه، ويعدل في الصيغة المركبة عن (أحد) و(إحدى)، وفي الصيغة المعطوفة عن (واحد) و(واحدة) إلى: (الحادي) و(الحادية).
3. إذا صيغَ وزنُ (فاعل) من العددِ المفردِ أو المركبِ أو المعطوفِ، فإنه يبقى موافقًا لمدلوله في التذكير والتأنيث، عدا ألفاظ العقود والمئة والألف فهي ثابتة على صورة واحدة.
4. تعربُ صيغةُ (فاعلٍ) بالحركاتِ حسبَ حاجةِ الكلامِ، إلا المركبَ منها فإنه يبنى على فتح الجزأين، ويكون محله حسب موقعه في الجملة.[9]

### الأمثلة
أسماء العدد التي على وزن (فاعل) للمذكر أو (فاعلة) للمؤنث تُفيد الترتيب وتطابق مدلولها في التذكير والتأنيث، عدا ألفاظ العقود والمئة والألف فهي ثابتة على صورة واحدة.

#### المجموعة أ
1. كان أخوكَ هوَ الأولَ بين أقرانِه.
2. فازَ بالمرتبةِ الأولى والثانيةِ طبيبان مسلمان.

إن أسماء العدد تُصاغ على وزن (فاعل) من (اثنين) إلى (عشرة)، وأما (واحد) أو (واحدة) فيعدل عنهما إلى (أول) و(أولى).

#### المجموعة ب
1. شَهِدَتِ السنةُ الثانيةُ غزوةَ بدرٍ الكُبْرى.
2. في العامِ العاشرِ كانتْ حَجَّةُ الوداعِ.

جاءت الصيغة مفردة.

#### المجموعة ج
1. أنفقتُ آخر ريالٍ معي وكانَ الحاديَ عشرَ.
2. حللتُ المسألة الحاديةَ عشرةَ.
3. نجحَ خالدٌ وكان ترتيبهُ الثانيَ عشرَ بين زملائِه.
4. السورةُ الثانيةَ عشرةَ هي سورةُ يوسف.
5. السورةُ الرابعةَ عشرةَ هي سورةُ إبراهيمَ.
6. حفظتُ الجزءَ التاسعَ عشرَ من القرآنِ الكريمِ.

جاءت الصيغة مركبة، ويُعدَل في المركبة عن (أحد) و(إحدى) إلى: (الحادي) و(الحادية).

#### المجموعة د
1. قرأتُ المقالةَ الحاديةَ والعشرين.
2. إنَّ الكتابَ الحاديَ والعشرين نفيسٌ.
3. هاجرَ الرسول محمد إلى المدينةِ في العام الثالثِ والخمسينَ من عمرهِ وتوفيَ في السنةِ الثالثةِ والستين.

جاءت الصيغة معطوفة، ويُعدَل في المعطوفة عن (واحد) و(واحدة) إلى: (الحادي) و(الحادية).

### الإعراب
وهذه الصيغة تكون مُعربة بالحركات حسب موقعها في الجملة إذا كانت مفردة أو معطوفة، فلفظ (الثانية) في المثال الأول من المجموع (ب) صفة مرفوعة وعلامة رفعها الضمة الظاهرة، ولفظ (العاشر) في المثال الثاني من المجموعة (ب) صفة مجرورة وعلامة جرها الكسرة الظاهرة، ولفظ (الحادية) في المثال الأول من المجموعة (د) صفة منصوبة وعلامة نصبها الفتحة الظاهرة، و(العشرين) اسم معطوف منصوب وعلامة نصبه الياء لأنه ملحق بجمع المذكر السالم، أما إذا كانت الصيغة مركبة فإن العدد يبنى على فتح الجزأين ويكون محله حسب موقعه في الجملة كما مرّ. لاحظ في كل الأمثلة أن المعدود يسبق العدد ولذا لا يحتاج العدد إلى تمييز.

## التوزيع الجغرافي
وُجدت علامة جمع إلزامية لكل الأسماء في جميع أنحاء أوراسيا الغربية والشمالية، وفي معظم أجزاء إفريقيا. يقدم باقي العالم صورة غير متجانسة. علامة الجمع الاختيارية شائعة خصوصًا في جنوب شرق آسيا، وفي اللغات الأسترالية، ووُجد نقص كامل لعلامة الجمع في غينيا الجديدة وفي اللغات الأسترالية. إلى جانب الارتباطات المساحية، يبدو أنه يوجد أيضًا على الأقل ارتباط واحد مع التصنيف الصرفي للغات: تُفضل اللغات العازلة عدم وجود علامة جمع أو أن تكون غير إلزامية. يمكن رؤية ذلك خصوصًا في أفريقيا، حيث علامة الجمع اختيارية أو غير موجودة، خصوصًا في اللغات العازلة في غرب أفريقيا.

## في لغات محددة

### الإنجليزية
اللغة الإنجليزية هي نموذجي لمعظم لغات العالم في التفريق بين العدد المفرد والعدد بصيغة الجمع. تُنشأ صيغة الجمع لاسم ما عادةً من خلال إضافة اللاحقة -(e)s. تمتلك الأسماء صيغ جمع غير منتظمة، مثل «أنا-I » مقابل «نحن- we»، لأنها كلمات قديمة ومُستخدمة بشكل متكرر، وتعود إلى الوقت الذي كانت تمتلك فيه الإنجليزية نظام إعراب متطور جدًا. تُفرق الأفعال في اللغة الإنجليزية بين العدد المفرد والعدد بصيغة الجمع في صيغة المضارع للشخص الثالث («He goes- هو يذهب»، مقابل « They go- هم يذهبون»). تتعامل اللغة الإنجليزية مع الصفر على أنه عدد بصيغة الجمع. تحتوي الإنجليزية القديمة أيضًا أعداد قواعدية ثنائية.

### الفنلندية
تمتلك اللغة الفنلندية صيغة جمع لكل حالات الاسم تقريبًا (باستثناء حالة المرافق، التي هي في الأصل بصيغة الجمع فقط).
- talo – house- بيت
- talot – houses- بيوت
- taloissa – in the houses- في البيوت

من ناحية ثانية، عندما يُستخدم عدد ما، أو كلمة تُميز عدد (monta- many- عدّة)، تُستخدم النسخة المفردة من الحالة الجزئية.
- kolme taloa – three houses- ثلاثة بيوت

وعندما لا يُذكر عدد محدد، تُستخدم نسخة الجمع من الحالة الجزئية.
- Taloja

وفي حالة الملكية (الإضافة)
- talon ovi (the house's door) – باب البيت
- talojen ovet (the houses' doors)- أبواب البيت

### الفرنسية
في اللغات الرومنسية الحديثة، تُصرّف الأسماء والصفات وأدوات التعريف والتنكير وفقًا للعدد (فقط في حالتي المفرد أو الجمع). تُصرّف الأفعال مع الأعداد وكذلك مع الشخص. تتعامل اللغة الفرنسية مع الصفر مثل تعاملها مع العدد المفرد، وليس الجمع. تُصرّف الفرنسية، في صيغتها المكتوبة، الأسماء مع العدد (مفرد أو جمع). من ناحية ثانية، أغلبية الأسماء(والصفات) في الخطابات، لا تُصرّف مع العدد. لاحقة الجمع النموذجية، -s أو -es، صامتة ولا تسبب تغييرًا في اللفظ. تظهر علامة العدد الملفوظة على الاسم في حالة حدوث وصل.
- تختلف بعض الجموع عن المفرد في اللفظ؛ على سبيل المثال، صيغ المفرد المذكر المنتهية بـ -al [al]، تُشكل أحيانًا المجاميع المذكرة منها بإضافة -aux [o].
- لا يمكن جمع أسماء العلم، حتى في الكتابة. (Les voitures- السيارات مثلًا، غير Les Peugeot 404 (سيارات بيجو 404)).

عادةً، أداة التعريف أو التنكير أو المُحدد، هي المؤشر الملفوظ الأول للعدد.

### للاستزادة
- جامع الدروس العربية، مصطفى الغلاييني، المكتبة العصرية، الطبعة الثالثة والعشرون، 1990، بيروت - لبنان
- كتاب الإعراب الميسر

## وصلات خارجية
- كراسة قواعد العدد والمعدود، لمروان البواب وحسن الطيان.